# Niclas Olofsson
Niclas Olofsson (* 19. února 1975, Linköping) je bývalý švédský florbalový brankář. Ve své kariéře vystřídal pět klubů: Vidingsjö MOIF, IBK Succé, Balrog B/S IK, Järfälla IBK a Gaik Väsby IBK.
Švédsko reprezentoval na Mistrovství světa v letech 2002, 2004 a 2006. Po posledním zmíněném se rozhodl ukončit svou kariéru. V současnosti pracuje pro Fat Pipe, jednu z největších florbalových značek na švédském trhu.

## Medaile
Seznam medailí, které získal Niclas Olofsson na mistrovství světa:
| Medaile | Soutěž                             | Zápasy |
| ------- | ---------------------------------- | ------ |
|         | Mistrovství světa ve florbale 2002 | 3      |
|         | Mistrovství světa ve florbale 2004 | 5      |
|         | Mistrovství světa ve florbale 2006 | 6      |